# أي سوجياما

## روابط إيضافية
- Official site
- على موقع رابطة محترفات كرة المضرب

## روابط خارجية
- أي سوجياما على موقع IMDb (الإنجليزية)
- أي سوجياما على موقع رابطة محترفات التنس (الإنجليزية)
- أي سوجياما على موقع الاتحاد الدولي لكرة المضرب (الإنجليزية)
- أي سوجياما على موقع كأس بيلي جين كينغ (الإنجليزية)
- أي سوجياما على موقع خلاصة التنس.كوم (الإنجليزية)
- أي سوجياما على موقع إي إس بي إن.كوم (الإنجليزية)
- أي سوجياما على موقع اللجنة الأولمبية الدولية (الإنجليزية)
- أي سوجياما على موقع أوليمبيديا (الإنجليزية)